# Fryderyk Ulryk
Fryderyk Ulryk (ur. 15 kwietnia 1591 r. w Wolfenbüttel, zm. 21 sierpnia 1634 r. w Brunszwiku) – książę Brunszwiku od 1589 r. z dynastii Welfów.

## Życiorys
Fryderyk Ulryk był najstarszym synem księcia Brunszwiku Henryka Juliusza. Jego matką była druga żona Henryka Juliusza, Elżbieta, córka króla Danii Fryderyka II. W 1613 r. odziedziczył po śmierci ojca księstwa Brunszwiku-Wolfenbüttel oraz Brunszwiku-Calenbergu. W kolejnym roku, 4 września 1614 r. poślubił Annę Zofię (1598–1659), córkę margrabiego Brandenburgii i księcia Prus Jana Zygmunta Hohenzollerna. Już początek rządów Fryderyka Ulryka był nieszczęśliwy: w 1615 r., za podszeptem rady, książę wdał się w skończony porażką spór z mieszczanami Brunszwiku, a w 1617 r. sąd cesarski przyznał innej, lüneburskiej linii książąt brunszwickich przejętą przez ojca Fryderyka część księstwa brunszwickiego z Grubenhagen.
Fryderyk Ulryk znajdował się pod ogromnym wpływem otoczenia, w praktyce zdając się całkowicie w rządach na decyzje rady i samemu oddając się rozrywkom. Bardzo szybko faktyczny ster władzy objął stojący na czele rady Anton von Streithorst, który działał przede wszystkim w interesie własnym i swoich popleczników. M.in. psuł monetę, wmawiając łatwowiernemu księciu, że w ten sposób zostaną spłacone długi księstwa, a w praktyce napychając kieszenie członków rady. W czasie jego rządów nie tylko w praktyce rozkradziono skarbiec i dobra książęce, ale doprowadzono do ruiny cały kraj.
Pewna zmiana nastąpiła dopiero po interwencji brata matki Fryderyka Ulryka, króla Danii Chrystiana IV. Anton von Streithorst i jego brat zostali aresztowani (Anton zmarł w uwięzieniu w 1625 r.). Niestety, zmiana doradców nastąpiła w chwili, gdy problemy księstwa były ogromne, a na domiar złego trwała pustosząca Niemcy wojna trzydziestoletnia. W jej trakcie Fryderyk Ulryk stał początkowo po stronie Habsburgów, jednak po przystąpieniu do wojny Danii, za podszeptem matki, sprzymierzył się ze swym wujem przeciwko cesarzowi Ferdynandowi II Habsburgowi. To spowodowało dotkliwe zniszczenia księstwa przez rajdy wojsk cesarskich pod dowództwem Tilly'ego i Wallensteina. Fryderyk Ulryk pozwolił obsadzić Wolfenbüttel załogą duńską; wkrótce potem, gdy prosił wuja o wycofanie wojsk duńskich, ten odmówił obawiając się, że książę brunszwicki ugodzi się z cesarzem. Tak się stało, w efekcie czego wojska duńskie pustoszyły okolice Wolfenbüttel, a na zamku w Brunszwiku, gdzie przeniósł się Fryderyk Ulryk, stacjonowały wojska cesarskie. Wojna niszczyła kraj, a sam Fryderyk Ulryk był w praktyce więźniem cesarskim w swoim zamku. Cesarz Ferdynand odbierał mu dobra i rozdawał je lub sprzedawał swoim stronnikom.
W 1629 r. zawarty został pokój między cesarzem a królem duńskim. Cesarz rozkazał wówczas Fryderykowi Ulrykowi zapłacić 400 000 talarów Tilly'emu, a gdy książę nie był w stanie tego uczynić, oddał Tilly'emu dochody z księstwa Calenbergu. Część dóbr Fryderyka przypadła też innemu cesarskiemu dowódcy, Pappenheimowi. Na dodatek nakazano księciu oddać znajdujące się od ponad 100 lat w rękach jego rodu dobra biskupstwa Hildesheim. Fryderyk Ulryk został w praktyce całkowicie pozbawiony kontroli nad swym księstwem, rabowanym przez rozpasaną soldateskę.
Po wylądowaniu w Niemczech wojsk szwedzkich Gustawa II Adolfa Fryderyk Ulryk stanął po jego stronie. Był teraz całkowicie zależny od Szwedów. Kilka lat później, po kolejnych kampaniach pustoszących księstwo, zmarł wskutek komplikacji związanych z podwójnym złamaniem nogi. Ponieważ nie miał dzieci, księstwo zostało podzielone pomiędzy krewnych z rodu Welfów: część z Wolfenbüttel objął August Młodszy (z linii książąt brunszwickich na Dannenbergu), a część z Calenbergiem Jerzy (z linii książąt brunszwickich na Lüneburgu).
Fryderyk Ulryk jest oceniany jako jeden z najbardziej niekompetentnych i nieszczęśliwych władców Brunszwiku. Księstwo brunszwickie, które w chwili objęcia przezeń rządów było jednym z najznaczniejszych w Niemczech, w chwili jego śmierci było rozbite i zniszczone.